# Kanton Carvin
Kanton Carvin (francouzsky Canton de Carvin) je francouzský kanton v departementu Pas-de-Calais v regionu Hauts-de-France. Tvoří ho tři obce. Před reformou kantonů 2014 ho tvořily dvě obce.

## Obce kantonu
od roku 2015:
- Carvin
- Courrières
- Libercourt

před rokem 2015:
- Carvin
- Libercourt